# 奇马多尔莫
奇马多尔莫（義大利語：Cimadolmo），是意大利威尼托大区特雷维索省的一个市镇。总面积17平方公里，人口3457人，人口密度203.4人/平方公里（2009年）。国家统计（ISTAT）代码为026017。